# Грбови рејона Јамалије
Грбови рејона Јамалије обухвата галерију грбова административних јединица руског аутономног округа Јамалије, са статусом градских округа и рејона, те њихове историјске грбове (уколико их има).
Већина грбова настала је након успостављања Руске Федерације и Јамало-ненецког аутономног округа, као њеног саставног субјекта.

## Грбови округа и рејона
- Грб града 
 Салехард
- Грб града 
 Гупкински
- Грб града 
 Лабитнанги
- Грб града 
 Муравленко
- Грб града 
 Надима
- Грб града 
 Нови Уренгој
- Грб града 
 Нојабрск
- 1 — Грб рејона 
 Јамалски
- 2 — Грб рејона 
 Красноселкупски
- 3 — Грб рејона 
 Надимски
- 4 — Грб рејона 
 Приуралски
- 5 — Грб рејона 
 Пуровски
- 6 — Грб рејона 
 Тазовски
- 7 — Грб рејона 
 Шуришкарски